# 阿隆·亨特
阿隆·亨特（德語：Aaron Hunt，1986年9月4日—）在戈斯拉爾出生，是一位已退役德國足球運動員，司職翼鋒，最後效力於德乙球隊漢堡體育俱樂部。

## 生平
阿隆·亨特在德甲聯賽中的首次出場是在2004年9月18日不萊梅對漢諾威96的一場比賽。第一次以首發身份登場是在2005年2月12日。

## 外部連結
- Aaron Hunt at Werder.de
- Aaron Hunt at transfermarkt.de （德文）
- fussballdaten.de：阿隆·亨特之統計數據 （德文）